# 深草北陵
深草北陵（ふかくさのきたのみささぎ）は、京都府京都市伏見区にある天皇陵。鎌倉時代から室町時代にかけての持明院統の歴代12人の天皇の陵、および伏見宮栄仁親王の墓が営まれている。過去には深草法華堂・深草十二帝陵・安楽行院法華堂と呼ばれた。陵形は方形堂。

## 沿革
持明院統の後深草法皇は、生前より、深草に納骨堂となる法華堂を建立するように指示していた。嘉元2年（1304年）7月16日に後深草は崩御し、遺命によって火葬された。
遺骨はいったん安楽行院の仏壇下に納められたが、後深草の指示通り、深草に法華堂が建立されると、嘉元3年（1305年）8月29日、伏見上皇と後伏見上皇が見守るなか落慶供養が行われ、後深草の遺骨が移された。
その後は後述する持明院統の天皇の遺骨も納骨されていくが、戦国時代に法華堂は焼失し、法華堂を管理していた安楽行院も衰退した。後陽成天皇の遺骨が納骨された元和元年（1615年）に再建され、寛文2年（1662年）には安楽行院も再興された。しかし再建された法華堂もまもなく損壊し、元禄年間に再々建された。
『文久山陵図』によると、元禄年間に再興された法華堂は1間四方の小さな堂で、屋根は宝形造瓦葺であった。文久の修陵では3間四方の堂で、屋根は宝形造杮葺になり、堂の前には鳥居も作られた。
明治期に屋根は瓦葺に改装され、名称も深草北陵に改められた。
なお、陵域内の堂東側には般舟院塚とよばれる小さな塚がある。この塚について谷森善臣は伏見天皇の火葬場と推測するが、石田茂輔は後深草天皇が造営した真宗院般舟堂の跡地と推測している。

## 被葬者
- 後深草天皇 - 第89代。嘉元2年（1304年）崩御。
- 伏見天皇 - 第92代。文保元年（1317年）崩御。
- 後伏見天皇 - 第93代。建武3年（1336年）崩御。

（花園天皇は十楽院陵、光厳天皇は山国陵、光明天皇・崇光天皇は大光明寺陵に埋葬された）
- 後光厳天皇 - 北朝4代。応安7年（1374年）崩御。
- 後円融天皇 - 北朝5代。明徳4年（1393年）崩御。
- 後小松天皇 - 第100代。永享5年（1433年）崩御。
- 称光天皇 - 第101代。正長元年（1428年）崩御。

（後花園天皇は後山国陵（山国陵と同域）に埋葬された）
- 後土御門天皇 - 第103代。明応9年（1500年）
- 後柏原天皇 - 第104代。大永6年（1526年）崩御。
- 後奈良天皇 - 第105代。弘治3年（1557年）崩御。
- 正親町天皇 - 第106代。文禄2年（1593年）崩御。
- 後陽成天皇 - 第107代。元和3年（1617年）崩御。
- 伏見宮栄仁親王 - 崇光天皇の第一皇子。応永23年（1416年）薨去。